# Плитниця (Злотовський повіт)
Плитниця (пол. Płytnica) — село в Польщі, у гміні Тарнувка Злотовського повіту Великопольського воєводства.
Населення — 188 осіб (2011).
У 1975-1998 роках село належало до Пільського воєводства.

## Демографія
Демографічна структура станом на 31 березня 2011 року:
|          | Загалом | Допрацездатний вік | Працездатний вік | Постпрацездатний вік |
| -------- | ------- | ------------------ | ---------------- | -------------------- |
| Чоловіки | 98      | 20                 | 68               | 10                   |
| Жінки    | 90      | 15                 | 55               | 20                   |
| Разом    | 188     | 35                 | 123              | 30                   |